# Bitch Slap - Le superdotate
Bitch Slap - Le superdotate (Bitch Slap) è un film d'exploitation del 2009, prodotto, scritto e diretto da Rick Jacobson, regista già noto per aver diretto puntate di Hercules, Xena - Principessa guerriera e Baywatch. Il film si ispira a cult come Faster, Pussycat! Kill! Kill! del 1965, la serie televisiva Charlie's Angels e Kill Bill.

## Trama
In un remoto angolo del deserto tre ragazze, una spogliarellista di nome Trixie, una ragazza che lavora per una grossa corporazione con soprannome Hel e infine un'ex-detenuta per omicidio che fa uso di droga di nome Camero, cercano i beni trafugati da uno spietato assassino armato di spada di nome Pinky, nota figura della malavita. Le tre ragazze hanno rapito un gangster di nome Gage e nel deserto lo torturano per fargli rivelare dove è sepolto il tesoro. Gage rifiuta, sapendo che l'uccideranno comunque; nonostante Hel gli dica che non gli verrà fatto alcun male, Camero lo uccide a bruciapelo con un colpo di pistola. Il telefono di Gage squilla e le tre ragazze pensano che Gage sia collegato a Pinky. Nel frattempo le cose si complicano per l'arrivo di un poliziotto, l'agente Fuchs, che aveva assistito a uno spogliarello di Trixie mentre cercava di sedurre Gage. Le ragazze occultano il cadavere e convincono temporaneamente il poliziotto ad andarsene.
Mentre scavano alla ricerca del tesoro (intraprendendo anche una battaglia a secchiate d'acqua), Trixie scopre il cadavere di un contatto di Hel. Riprendono a scavare, ma vengono interrotte da uno spacciatore, Hot Wire, e dalla sua ragazza Kinki, entrambi conoscenze di Camero, i quali le minacciano e le costringono a continuare a scavare in cerca del tesoro e a questo punto scoprono un bunker chiuso da una combinazione che solo Hel conosce. Ricompare in scena l'agente che, cercando di salvare le tre ragazze, innesca invece uno scontro a fuoco a cui Hel pone fine armata della potente mitragliatrice che aveva rinvenuto in precedenza nella roulotte di Gage. Nello scontro a fuoco Camero uccide a sangue freddo sia Hot Wire che Kinki. L'agente ferito è ammanettato e rivela a Trixie d'essere un suo grandissimo ammiratore e d'averla seguita perché preoccupato per lei. Dopo avere incatenato anche Camero perché divenuta incontrollabile, Hel e Trixie scendono nel bunker dove scoprono i beni rubati da Gage a Pinky; oltre a diamanti trovano in particolare un'arma misteriosa e una bellissima spada giapponese che Trixie prende per sé.
Camero riesce a liberarsi e credendo che Hel faccia il doppio gioco, combatte contro di lei; al termine della lotta ha la meglio, tanto da riuscire a incatenare Hel; poi, per vendetta, inizia a cospargere di benzina sia Trixie che tutto quello che le circonda, appicca il fuoco e fugge a bordo dell'automobile con cui le tre erano arrivate. Fortunatamente Hel riesce a liberarsi e con la superarma spara un razzo contro l'auto facendola esplodere. Hel confessa a Trixie di essere Foxy 69, un agente segreto sotto copertura e di avere lavorato per conto di Mr. Phoenix, l'uomo di cui avevano rinvenuto il cadavere sepolto nel deserto, per compiere la missione di recuperare l'arma misteriosa che avevano ritrovato nel covo di Gage. Nel frattempo però Camero, che non è morta, continua il combattimento.
Dopo averla gettata per terra, Camero, con la convinzione di averla uccisa soffocandola passa a Trixie, ma siccome quest'ultima non riesce a difendersi tenta allora di violentarla, ma scopre così un tatuaggio che rivela che Trixie era la contorsionista che Camero ricorda come "la miglior scopata" della sua vita. Prima che Camero si riprenda dalla sconvolgente scoperta e possa uccidere Trixie, viene colpita alla schiena e uccisa dalla superarma brandita dall'agente che è sopravvissuto all'esplosione del camper incendiato da Camero. Trixie però non è affatto riconoscente e anziché ringraziarlo a sorpresa lo uccide: Trixie rivela a Hel di essere in realtà Pinky e di avere organizzato tutto ciò per recuperare l'antica spada giapponese che Gage le aveva sottratto sei mesi prima.

## Produzione
Nel film, tra gli altri attori, vi sono anche comparse di Kevin Sorbo e Michael Hurst, noti per aver interpretato rispettivamente Hercules e Iolao in Hercules, e Lucy Lawless e Renée O'Connor, interpreti di Xena e Olympia in Xena - Principessa guerriera.

## Distribuzione
L'edizione italiana del film è uscita il 22 luglio 2011.